# Дебело бърдо
Дебело бърдо (1951 m н.в.) е връх в планината Беласица. Издига се на главното планинско било, западно от връх Пункова скала и източно от първенеца връх Радомир. На север от него се отделя Дебели рид. Има куполовидна форма и полегати склонове. Изграден е от метаморфни скали. Почвите са кафяви горски. Върхът е обрасъл със субалпийска тревна растителност. По билото му минава държавната граница между България и Гърция. Дебело бърдо е маркиран с гранична пирамида № 26.
Основни изходни пунктове за изкачването му са град Петрич и хижите Беласица и Конгур.